# Forêt d'El Marsa (Wilaya d'Alger)
La forêt d'El Marsa ou parc de Rusguniae ou en berbère : Aguellou n'Tamentfoust est une forêt située à El Marsa dans la wilaya d'Alger. Cette forêt est gérée par la Conservation des forêts d'Alger (CFA) sous la tutelle de la Direction générale des forêts (DGF).

## Localisation
La forêt d'El Marsa est située à 18 kilomètres à l'est d'Alger, à 70 kilomètres à l'est de Tipaza et à 4 kilomètres de la Méditerranée. Elle est localisée dans la commune d'El Marsa dans la Mitidja de la basse Kabylie.

## Présentation

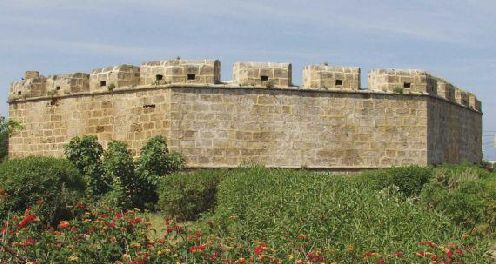
Bordj de Tamentfoust.

La forêt d'El Marsa est régie par le décret no 84-45 du 18 février 1984, modifié et complété par le décret no 07-09 du 11 janvier 2007. Cette forêt se déploie sur le littoral méditerranéen à l'extrémité du cap qui ferme la baie d'Alger à l'Est.
Les buissons de cette forêt lui ont donné son nom phénicien de Rusguniae qui signifie le «cap des buissons».
La proximité de ce bois avec le port de Tamentfoust lui a aussi conféré son appellation en langue amazighe de Aguellou n'Tamentfoust qui signifie «forêt du côté droit» puisqu'elle est située à droite pour les montagnards kabyles qui descendaient sur Icosium durant les siècles passés.

## Historique

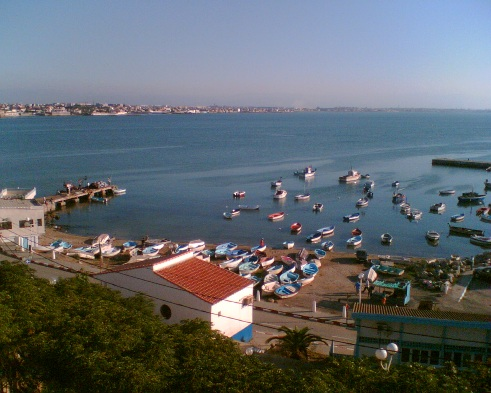
Port de Tamentfoust.

La forêt d'El Marsa est située au nord-est du site archéologique antique de Rusguniae et à l'est de la ville antique et du port de Tamentfoust. Cette forêt entourait auparavant le Bordj de Tamentfoust, une citadelle ottomane datant de l'époque de la Régence d'Alger.
L'aménagement du parc de Rusguniae a permis de préserver les richesses naturelles et le patrimoine historique autour de l'emplacement de cette forêt maritime. Ce territoire forestier du point de vue naturel, à l'est du Cap de Tamentfoust, a bénéficié du plan national de protection et de mise en valeur des sites archéologique (PPMVSA), alors le « parc de Rusguniae » a été inscrit dans le plan national de reboisement dans une vision de sauvegarde de ce site naturel surplombant des falaises maritimes.

## Reboisement
La forêt d'El Marsa a bénéficié du plan national de reboisement pour la sauvegarder et mettre en valeur son potentiel forestier naturel. Le périmètre forestier à sauvegarder a été clôturé avec des grillages pour la prémunir puisque ce périmètre s'est considérablement rétréci en passant de 13 hectares à 9,5 ha à cause de l’extension incontrôlée du tissu urbain.

## Faune
La faune de la forêt d'El Marsa est riche en diversité zoologique, ornithologique et entomologique.

### Mammifères

#### Hérisson d'Algérie
On rencontre le hérisson d'Algérie (Atelerix algirus) dans cette forêt algéroise. C'est un hérisson à ventre blanc vivant dans les régions côtières d'Algérie. Il est de couleur pâle et pèse de 700 à 950 g. Ce hérisson est une espèce protégée sur tout le territoire algérien.

#### Lapin de garenne

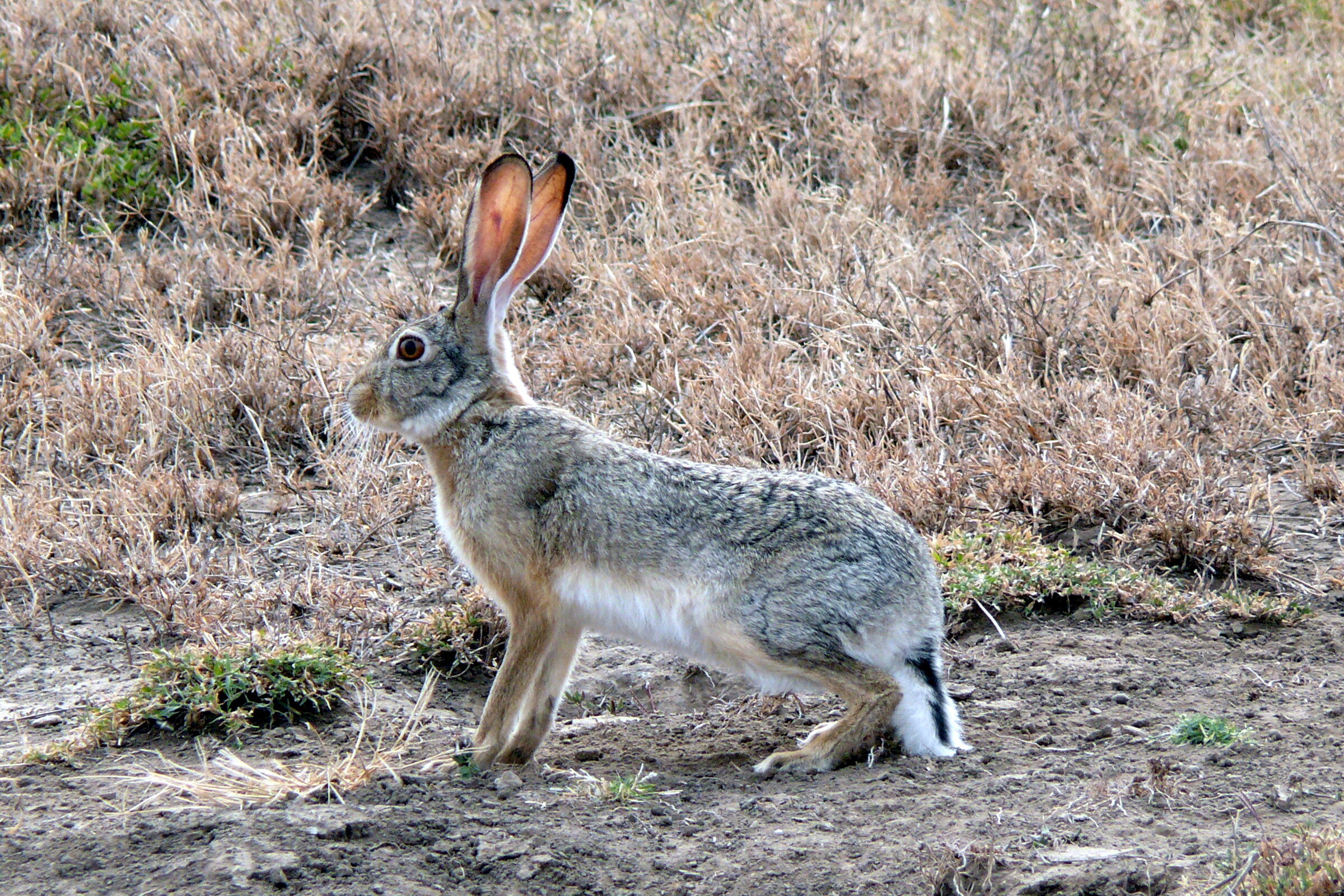
Lièvre du Cap

Le lapin de garenne (Oryctolagus cuniculus) est un mammifère lagomorphe dont les effectifs sauvages sont communs en Algérie mais en déclin.

#### Lièvre du cap
Le lièvre du cap (Lepus capensis) est un rongeur.

#### Sanglier
Le sanglier (Sus scrofa) colonise quasiment tous les habitats au niveau de cette forêt. Lorsque le sol est humide, cet animal retourne la terre grâce à ces forts butoirs à la recherche d’invertébré et les racines des plantes. Sa longévité varie entre 8 et 10 ans.